# 대한민국 제11대 대통령 선거
제11대 대통령 선거는 앞선 8월 16일 사퇴한 최규하 대통령의 잔여 임기를 채울 후임자를 선출하기 위해 1980년 8월 27일에 실시된 보궐선거였다. 22일부터 26일까지 닷새 간 후보 등록을 받은 결과 유일하게 입후보한 전두환 국보위 상임위원장이 압도적인 지지로 대한민국 제11대 대통령에 당선되었다.
제11대 대통령 보궐선거는 유신 헌정의 마지막 대통령 선거였으며, 통일주체국민회의 대의원들의 간접 선거로 대통령을 선출한 마지막 대통령 선거였다.
이 선거로 대통령에 당선된 전두환은 2개월 뒤 제5공화국 헌법을 공포했으며, 이에 따라 1972년 출범한 제4공화국은 종말을 맞이했다.

## 경과

### 최규하 대통령 하야
최규하 대통령은 전두환 위원장의 사퇴 압력을 받고 1980년 8월 16일 평화적인 정권교체의 전통을 남긴다는 명분 하에 물러났으며, 헌법에 따라 통일주체국민회의에 의한 대통령보궐선거가 치러지게 되었다.

### 전두환 지지 분위기 조성
신군부는 8월 초부터 대의원들에게 접촉해 전두환을 지지하도록 하는 작업을 시작했다. 8월 18일부터 23일까지 각 지역에서 연쇄적으로 열린 모든 통일주체국민회의 대의원 회의에서 잇따라 만장일치 전두환 추대가 결의됐다. 그 외에도 8월 21일 국방부에서 개최된 전군 주요지휘관 회의에서도 전두환 지지 선언이 발표되는 등, 각 관변 단체에서도 전두환 지지 선언이 나왔다.

### 전두환 당선
결국 8월 25일, 전두환 국보위 상임위원장은 이춘기, 김일환, 정희택, 이정식, 탁병희 등 대의원 737명의 추천을 받아 단독 입후보했다.
8월 27일, 서울 장충체육관에서 통일주체국민회의 의장 권한 대행 박충훈에 의해 전두환의 당선이 선포되었다.

## 재적 대의원
대의원 정수는 2,583석이나, 그 중 43명이 사망하거나 사퇴해 재적 대의원 수는 2,540명, 당선정족수는 1,271표였다. 그 중 15명 선거 날 참석했는데, 사유로는 해외체류가 3명, 와병 7명, 기타 5명이었다.
| 지역 | 재적  | 공석 | 정원  |
| ---- | ----- | ---- | ----- |
| 서울 | 388   | 3    | 391   |
| 부산 | 145   | 0    | 145   |
| 경기 | 315   | 4    | 319   |
| 강원 | 148   | 3    | 151   |
| 충북 | 129   | 2    | 131   |
| 충남 | 229   | 6    | 235   |
| 전북 | 202   | 1    | 203   |
| 전남 | 308   | 4    | 312   |
| 경북 | 367   | 12   | 379   |
| 경남 | 282   | 8    | 290   |
| 제주 | 27    | 0    | 27    |
| 계   | 2,540 | 43   | 2,583 |

## 선거 결과
| 대한민국 제11대 대통령 선거 |        |        |         |                 |             |             |
| 유권자수: 2,540명           |        |        |         |                 |             |             |
| 후보                        | 후보   | 정당   | 득표    | 득표율          | 당락        | 비고        |
|                             | 전두환 | 무소속 | 2,524표 | \| \| 99.37% \| | 당선        |             |
| 합계                        | 합계   | 합계   | 2,524표 | 무효표: 1표     | 무효표: 1표 | 무효표: 1표 |
|                             | 99.37% |        |         |                 |             |             |

전례대로 투개표 과정은 전국에 텔레비전 및 라디오로 생방송되었다. 선거 결과 단일후보인 전두환이 대의원 2,540명의 과반인 2,524표를 얻어 당선되었다.